# Artyom Shchadin
Artyom Olegovich Shchadin (tiếng Nga: Артём Олегович Щадин; sinh ngày 1 tháng 11 năm 1992) là một cầu thủ bóng đá người Nga. Anh thi đấu cho F.K. Kuban Krasnodar.